# Magyar kódexek listája
A magyar kódexek listája a magyar középkor évszázadaiból épségben vagy töredékesen fennmaradt magyar és latin nyelvű kódexeket tartalmazza. Ezek a kézzel írott, sok esetben jelentéktelen külleműnek számító könyvek – különösen a magyar nyelvűek – a legfontosabb forrásai a magyar nyelv- és irodalomtörténetnek. Nemzeti ereklyéknek számítanak, a magyar könyvtárak féltve őrzött kincsei. 
| Ábécé szerinti tartalomjegyzék                                                                           |
| --- |
| A, Á B C Cs D Dz Dzs E, É F G Gy H I, Í J K L Ly M N Ny O, Ó Ö, Ő P Q R S Sz T Ty U, Ú Ü, Ű V W X Y Z Zs |

## A, Á
- Apor-kódex (15. század vége), a huszita Biblia egyes részeit tartalmazza
- Apostagi-kódex (XVI.–XVII. sz.)
- A szent apostoloknak méltóságáról írott könyvecske (1521)

## B
- Bakócz-graduále (1500 k. ?)
- Balassa-kódex (1610)
- Batthyány-kódex (1550–1560)

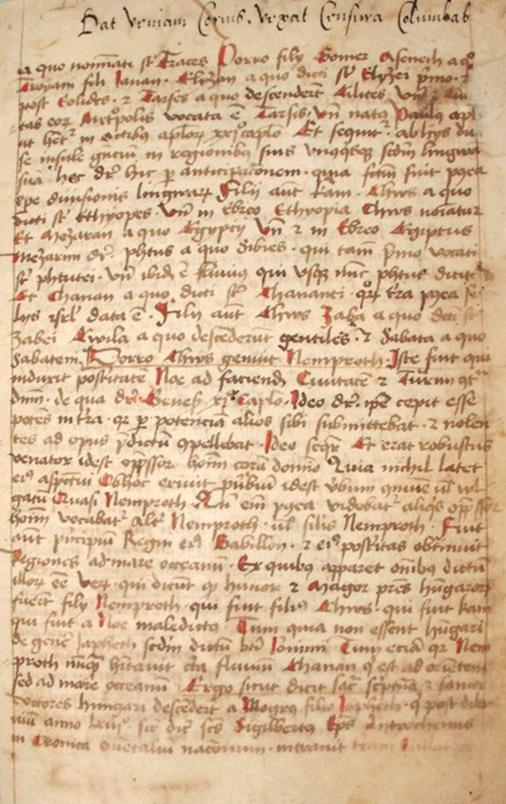
Béldi-kódex

- Bécsi kódex a huszita Biblia egyes részeit tartalmazza (15. század középső harmada)
- Béldi-kódex (1423)
- Birk-kódex (1474)
- Bod-kódex (1520 k.)

## C
- Cornides-kódex (1514–1519)

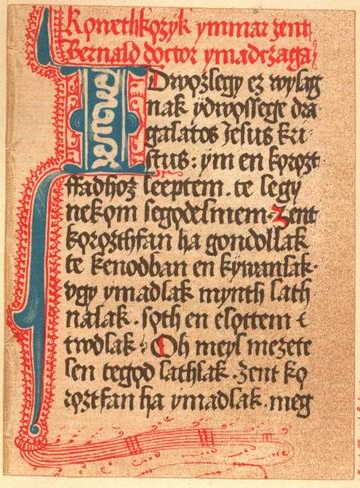
A Czech-kódex 43. lapja a „Szent Bernát hymnusa a fölfeszített Krisztushoz” kezdősoraival

- Czech-kódex (1513) – a Festetich-kódex kiegészítése

## Cs
- Csereyné-kódex (1565 k.)

## D
- Debreceni kódex (1519)
- Decsi-kódex (XVII. sz. eleje)
- Domonkos kódex (1517)
- Döbrentei-kódex (1508)

## E, É

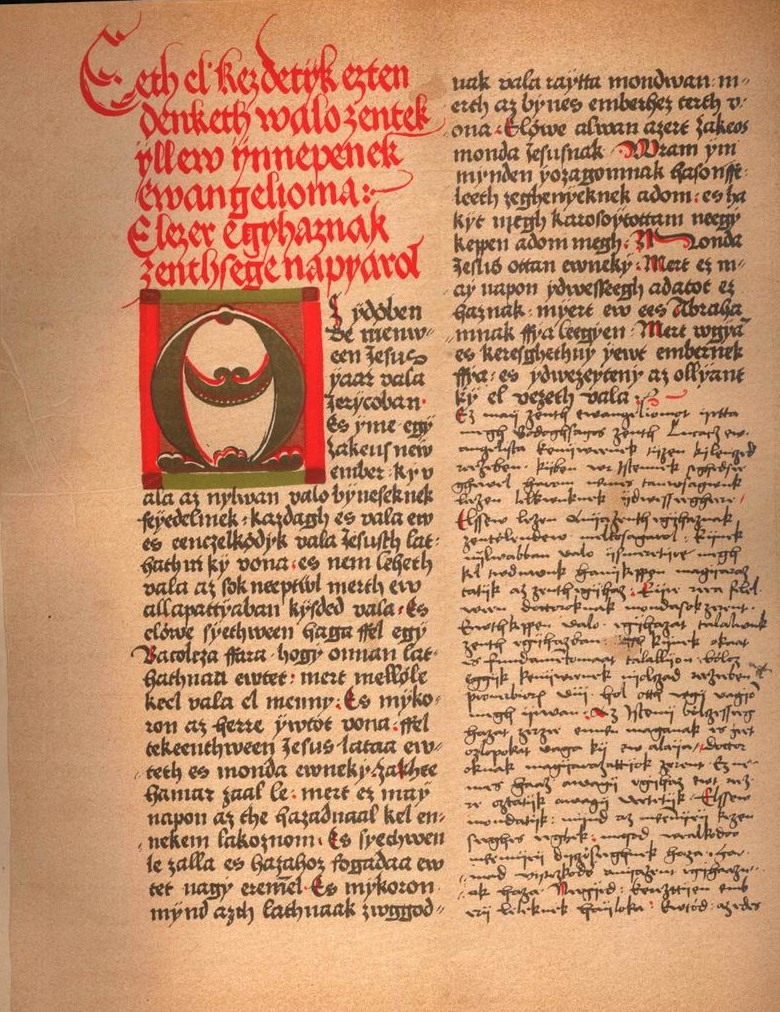
Az Érdy-kódex 140. oldala

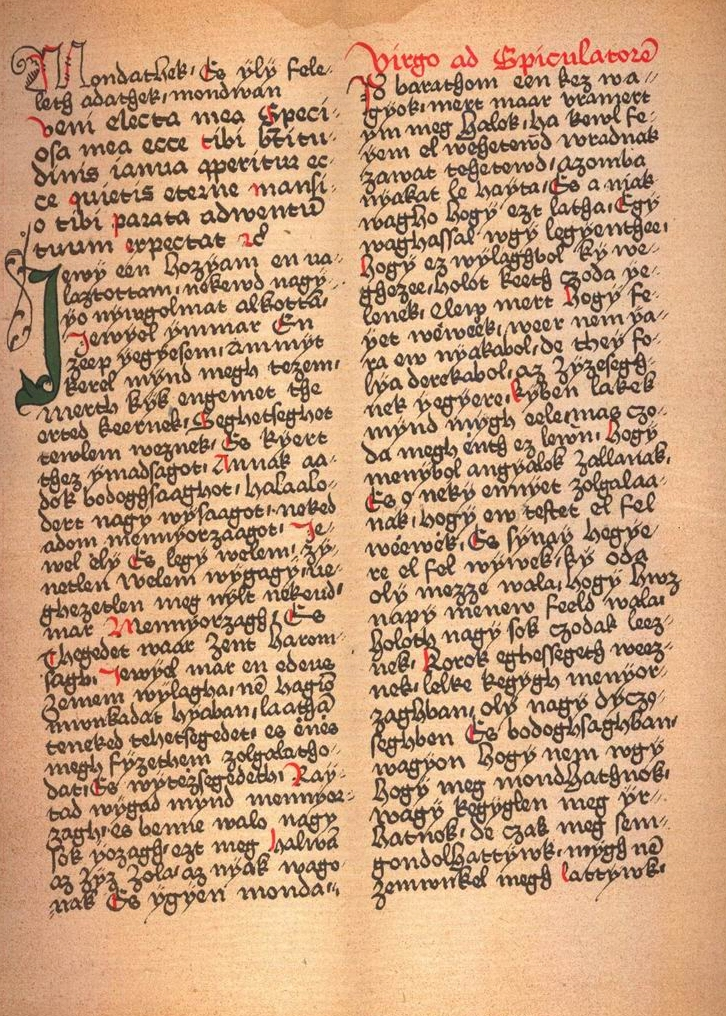
Az Érsekújvári kódex 519. lapja

- Ehrenfeld-kódex → lásd Jókai-kódex
- Érdy-kódex (1524–1527)
- Érsekújvári kódex (1529–1531)

## F

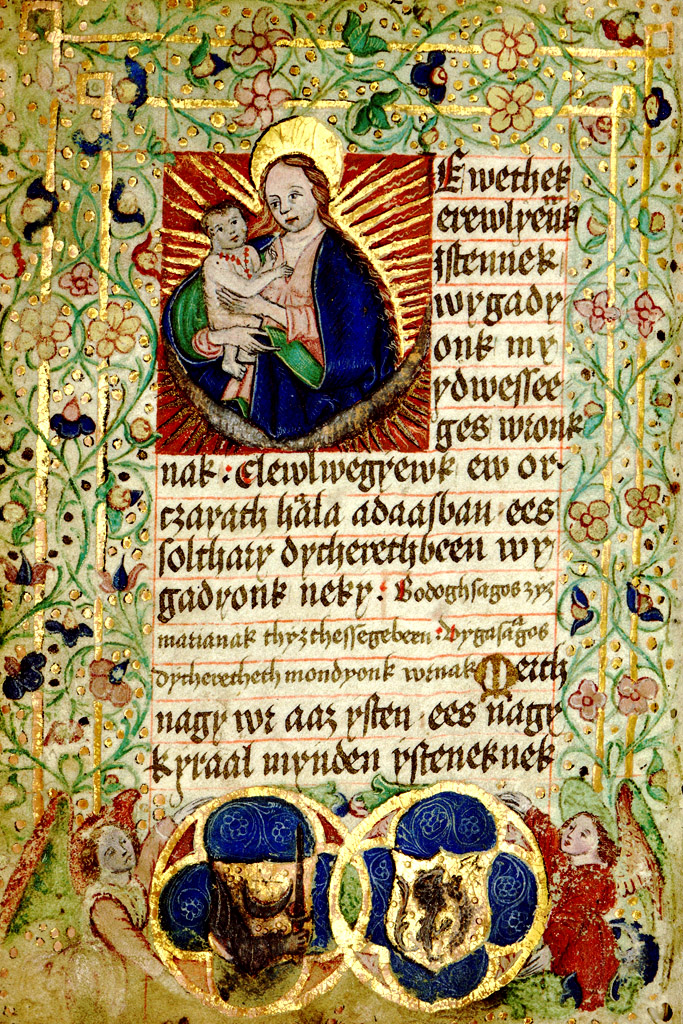
Festetich-kódex

- Festetich-kódex, Kinizsi Pálné Magyar Benigna imádságos könyve (1493)

## G
- Gesta Hungarorum (1200-as évek közepe)
- Gömöry-kódex (1516)
- Guary-kódex

## Gy
- Gyöngyösi kódex (16. század első negyede)
- Gyulafehérvári kódex (1320 körül)

## H
- Hahóti kódex (1070–1092 k.)
- Horvát-kódex (1522)
- huszita Biblia vagy huszita kódex (1462)

## J
- Jordánszky-kódex (1516–1519)

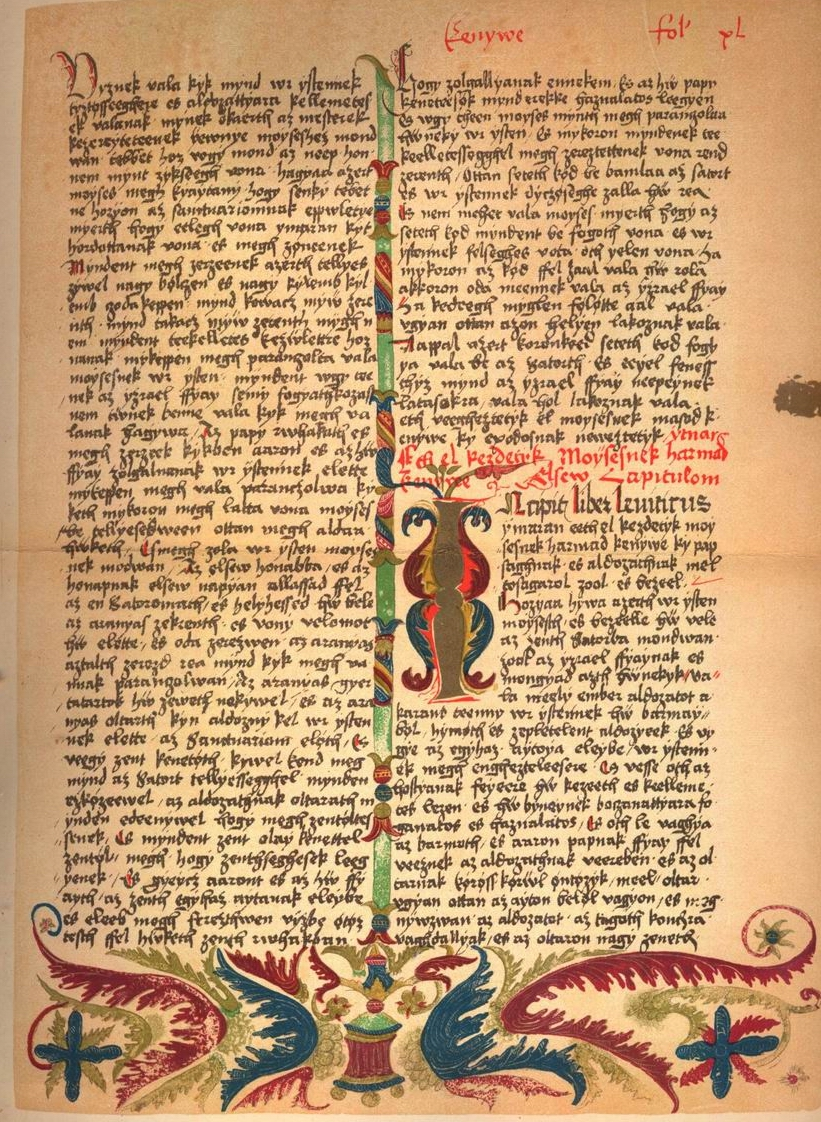
A Jordánszky-kódex 40. lapja

- Jókai-kódex (1370 után – 1440 körül)

## K
- Kájoni-kódex (1634–1671 között)
- Kálmáncsai graduál (1622–1626)
- Kazinczy-kódex (1526, 1527, 1541)
- Keszthelyi kódex (1522)
- Kriza-kódex (1532)
- Kuun-kódex (1621–1647 között)

## L
- Lányi-kódex (1518–1519)
- Lázár-kódex (XVI. sz. második negyede)
- Leuveni kódex (XIII. század második fele)
- Lobkowitz-kódex (1514)

## M
- Müncheni kódex, más néven Tatrosi kódex, a huszita Biblia egyes részeit tartalmazza (1466)

## N

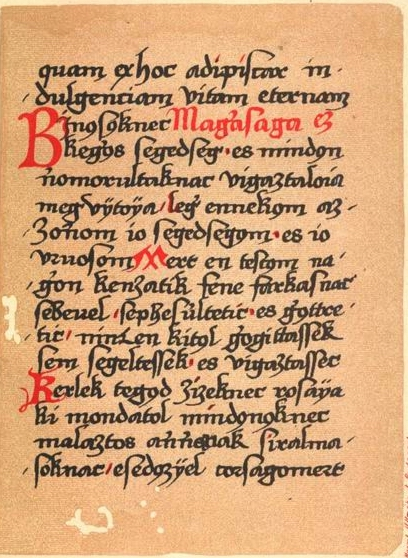
A Nádor-kódex 703. oldala

- Nádor-kódex (1508)

## Ny
- Nagyszombati kódex (1512–1513)

## P
- Peer-kódex (XVI. sz. eleje)
- Példák Könyve (1510)
- Pray-kódex (1192–1195) latin és magyar nyelvű kódex

## S
- Simor-kódex (XVI. sz. eleje)

## Sz
- Székelyudvarhelyi kódex (1526–1528)

## T
- Teleki-kódex (1525–1531)
- Thewrewk-kódex (1529–1531)
- Tihanyi kódex (1530–1532)

## V

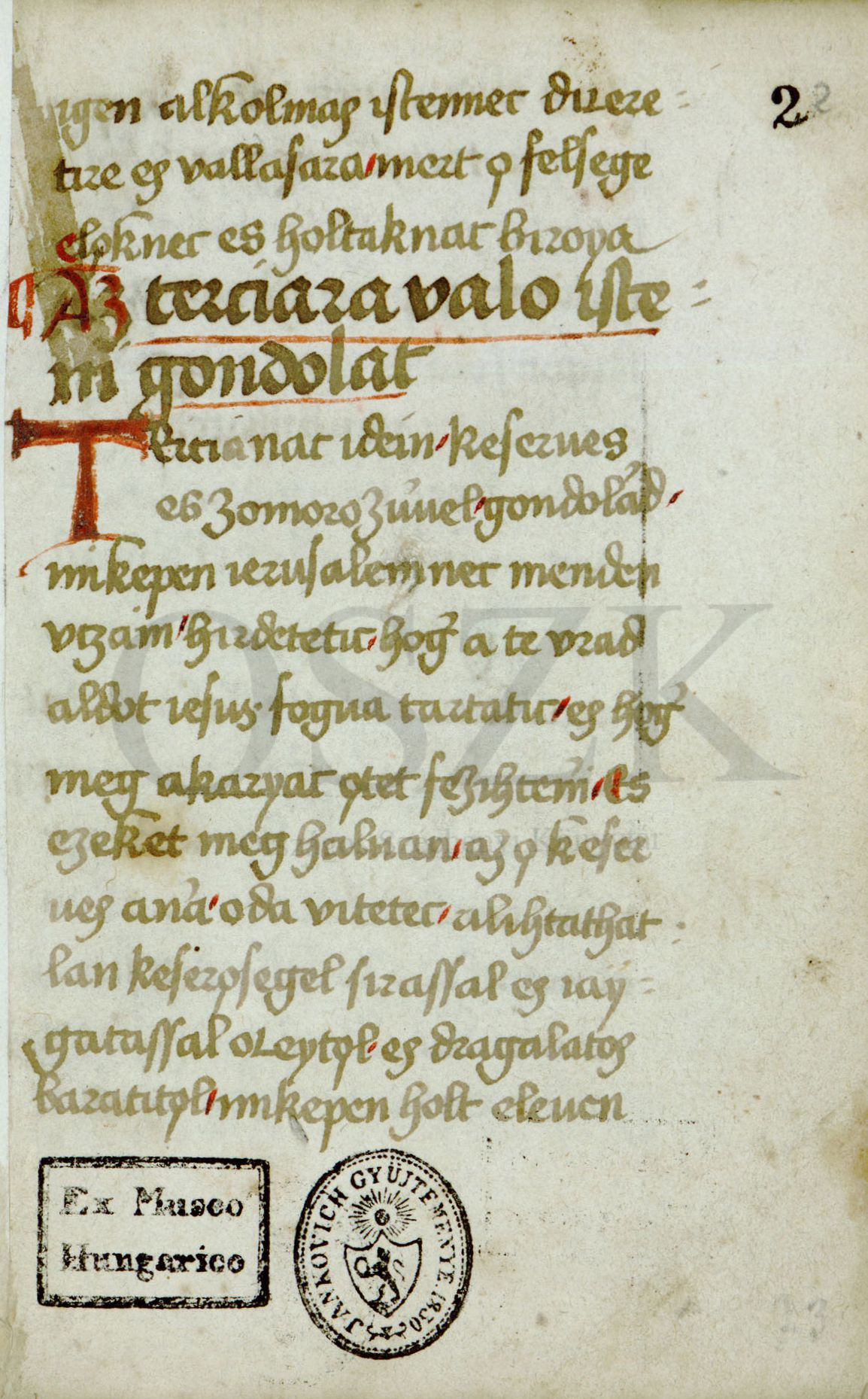
A Vitkovics-kódex 3. lapja

- Virginia-kódex (XVI. sz. eleje)
- Vitkovics-kódex (1525)

## W
- Wathay-kódex
- Weszprémi-kódex (XVI. sz. első negyede)
- Winkler-kódex (1506)